# بليك ميلر
بليك ميلر (بالإنجليزية: Blake Miller)‏ هو لاعب كرة قدم أمريكية أمريكي، ولد في 3 مايو 1889 في توناواندا في الولايات المتحدة، وتوفي في 9 يناير 1987.